# Atlanta Hawks 1997-1998
La stagione 1997-98 degli Atlanta Hawks fu la 49ª nella NBA per la franchigia.
Gli Atlanta Hawks arrivarono quarti nella Central Division della Eastern Conference con un record di 50-32. Nei play-off persero al primo turno con i Charlotte Hornets (3-1).

## Roster
| N° | Naz.                    | Ruolo | Sportivo           | Anno | Alt. | Peso |
| -- | ----------------------- | ----- | ------------------ | ---- | ---- | ---- |
| 0  | Stati Uniti (bandiera)  | AC    | Cadillac Anderson  | 1964 | 208  | 104  |
| 2  | Stati Uniti (bandiera)  | A     | Anthony Miller     | 1971 | 206  | 102  |
| 4  | Stati Uniti (bandiera)  | A     | Chris Crawford     | 1975 | 206  | 107  |
| 5  | Stati Uniti (bandiera)  | G     | Eldridge Recasner  | 1967 | 191  | 86   |
| 7  | Stati Uniti (bandiera)  | G     | Randy Livingston   | 1975 | 193  | 95   |
| 8  | Stati Uniti (bandiera)  | G     | Steve Smith        | 1969 | 201  | 91   |
| 10 | Stati Uniti (bandiera)  | G     | Mookie Blaylock    | 1967 | 183  | 82   |
| 11 | Stati Uniti (bandiera)  | G     | Drew Barry         | 1973 | 196  | 87   |
| 20 | Stati Uniti (bandiera)  | G     | Donald Whiteside   | 1969 | 178  | 73   |
| 22 | Stati Uniti (bandiera)  | G     | Ed Gray            | 1975 | 191  | 95   |
| 31 | Stati Uniti (bandiera)  | G     | Brian Oliver       | 1968 | 193  | 95   |
| 32 | Stati Uniti (bandiera)  | AC    | Christian Laettner | 1969 | 211  | 107  |
| 33 | Stati Uniti (bandiera)  | GA    | Tyrone Corbin      | 1962 | 198  | 95   |
| 44 | Stati Uniti (bandiera)  | A     | Alan Henderson     | 1972 | 206  | 107  |
| 52 | Stati Uniti (bandiera)  | A     | Chucky Brown       | 1968 | 201  | 97   |
| 55 | RD del Congo (bandiera) | C     | Dikembe Mutombo    | 1966 | 218  | 111  |

## Staff tecnico
- Allenatore: Lenny Wilkens
- Vice-allenatori: Stan Albeck, Phil Hubbard, Dick Helm, Gary Wortman